# Pfarrhof (Aicha vorm Wald)
Der Pfarrhof ist ein denkmalgeschütztes Gebäude in Aicha vorm Wald.
Im Wappen über dem Eingang ist das Baudatum 1730 angegeben. Baumeister war Jakob Pawanger. Der Pfarrhof liegt etwa einen Kilometer vom Dorf entfernt. Er ist eine Viereckbau mit gestuftem Walmdach, dies ist von einem Zwiebelturm inmitten von vier Kaminen bekrönt.